# ICD-10 第11章:消化器系の疾患
本項は、『疾病及び関連保健問題の国際統計分類』第10版（ICD-10）の「第11章:消化器系の疾患」の一覧である。

## K00-K93 - 消化器系の疾患

### (K00-K14) 口腔，唾液腺及び顎の疾患
- K00 歯の発育及び萌出の障害
  - K00.0 無歯症
  - K00.1 過剰歯
  - K00.2 歯の大きさ及び形の異常
  - K00.3 斑状歯
  - K00.4 歯の形成障害
  - K00.5 歯の構造の遺伝性障害，他に分類されないもの
  - K00.6 歯の萌出障害
  - K00.7 生歯症候群
  - K00.8 歯のその他の発育障害
  - K00.9 歯の発育障害，詳細不明
- K01 埋伏歯
  - K01.0 埋伏歯
  - K01.1 埋伏歯
- K02 う<齲>蝕
  - K02.0 エナメル質に限局したう<齲>蝕
  - K02.1 象牙質う<齲>蝕
  - K02.2 セメント質う<齲>蝕
  - K02.3 停止性う<齲>蝕
  - K02.4 う<齲>蝕による歯の破折
  - K02.8 その他のう<齲>蝕
  - K02.9 う<齲>蝕，詳細不明
- K03 歯の硬組織のその他の疾患
  - K03.0 歯の過度咬耗症
  - K03.1 歯の磨耗(症)
  - K03.2 歯の酸蝕症
  - K03.3 歯の病的吸収(症)
  - K03.4 セメント質増殖症
  - K03.5 歯の(骨性)癒着
  - K03.6 歯の沈着物[付着物]
  - K03.7 歯の硬組織の萌出後の変色
  - K03.8 歯の硬組織のその他の明示された疾患
  - K03.9 歯の硬組織の疾患，詳細不明
- K04 歯髄及び根尖部歯周組織の疾患
  - K04.0 歯髄炎
  - K04.1 歯髄え<壊>死
  - K04.2 歯髄の変性
  - K04.3 歯髄における異常硬組織の形成
  - K04.4 歯髄原発の急性根尖性歯周炎
  - K04.5 慢性根尖性歯周炎
  - K04.6 瘻（孔）を伴う根尖周囲膿瘍
  - K04.7 瘻（孔）を伴わない根尖周囲膿瘍
  - K04.8 歯根のう<嚢>胞
  - K04.9 歯髄及び根尖周囲組織のその他及び詳細不明の疾患
- K05 歯肉炎及び歯周疾患
  - K05.0 急性歯肉炎
  - K05.1 慢性歯肉炎
  - K05.2 急性歯周炎
  - K05.3 慢性歯周炎
  - K05.4 歯周症
  - K05.5 その他の歯周疾患
  - K05.6 歯周疾患，詳細不明
- K06 歯肉及び無歯顎堤のその他の障害
  - K06.0 歯肉退縮
  - K06.1 歯肉腫大
  - K06.2 外傷に関連した歯肉及び無歯顎堤病巣
  - K06.8 歯肉及び無歯顎堤のその他の明示された障害
  - K06.9 歯肉及び無歯顎堤の障害，詳細不明
- K07 歯顎顔面(先天)異常[不正咬合を含む]
  - K07.0 顎の大きさの著しい異常
  - K07.1 顎と頭蓋底との関係の異常
  - K07.2 上下歯列弓の位置的関係の異常
  - K07.3 歯の位置異常
  - K07.4 不正咬合，詳細不明
  - K07.5 歯顎顔面の機能的異常
  - K07.6 顎関節障害
  - K07.8 その他の歯顎顔面の異常
  - K07.9 歯顎顔面の異常，詳細不明
- K08 歯及び歯の支持組織のその他の障害
  - K08.0 全身的な原因による歯の脱落
  - K08.1 事故，抜歯又は局所の歯周疾患による歯の喪失
  - K08.2 無歯顎堤の萎縮
  - K08.3 残根
  - K08.8 歯及び歯の支持組織のその他の明示された障害
  - K08.9 歯及び歯の支持組織の障害，詳細不明
- K09 口腔部のう<嚢>胞，他に分類されないもの
  - K09.0 発育性歯原性のう<嚢>胞
  - K09.1 口腔部の発育性(非歯原性)のう<嚢>胞
  - K09.2 その他の顎骨のう<嚢>胞
  - K09.8 その他の口腔部のう<嚢>胞，他に分類されないもの
  - K09.9 口腔部のう<嚢>胞，詳細不明
- K10 顎骨のその他の疾患
  - K10.0 顎骨の発育性障害
  - K10.1 巨細胞肉芽腫，中心性
  - K10.2 炎症性顎骨病態
  - K10.3 顎骨の歯槽炎
  - K10.8 顎骨のその他の明示された疾患
  - K10.9 顎骨の疾患，詳細不明
- K11 唾液腺疾患
  - K11.0 唾液腺萎縮
  - K11.1 唾液腺肥大
  - K11.2 唾液腺炎
  - K11.3 唾液腺膿瘍
  - K11.4 唾液腺瘻
  - K11.5 唾石症
  - K11.6 唾液腺粘液のう<嚢>胞<腫>
  - K11.7 唾液の分泌障害
  - K11.8 その他の唾液腺疾患
  - K11.9 唾液腺疾患，詳細不明
- K12 口内炎及び関連病変
  - K12.0 再発性口腔アフタ
  - K12.1 その他の型の口内炎
  - K12.2 口腔の蜂巣炎<蜂窩織炎>及び膿瘍
- K13 口唇及び口腔粘膜のその他の疾患
  - K13.0 口唇の疾患
  - K13.1 頬粘膜及び口唇の咬癖
  - K13.2 舌を含む口腔上皮の白板症及びその他の障害
  - K13.3 毛様白板症
  - K13.4 口腔粘膜の肉芽腫及び肉芽腫様病変
  - K13.5 口腔粘膜下線維症
  - K13.6 口腔粘膜の刺激性過形成
  - K13.7 その他及び詳細不明の口腔粘膜の病変
- K14 舌の疾患
  - K14.0 舌炎
  - K14.1 地図状舌
  - K14.2 正中菱形舌炎
  - K14.3 舌乳頭の肥大
  - K14.4 舌乳頭の萎縮
  - K14.5 溝(状)舌
  - K14.6 舌痛
  - K14.8 その他の舌疾患
  - K14.9 舌疾患，詳細不明

### (K20-K31) 食道，胃及び十二指腸の疾患
- K20 食道炎
- K21 胃食道逆流症
  - K21.0 食道炎を伴う胃食道逆流症
  - K21.9 食道炎を伴わない胃食道逆流症
- K22 食道のその他の疾患
  - K22.0 アカラシア
  - K22.1 食道潰瘍
  - K22.2 食道閉塞
  - K22.3 食道穿孔
  - K22.4 食道ジスキネジー
  - K22.5 後天性食道憩室
  - K22.6 食道胃接合部裂傷出血症候群
  - K22.8 食道のその他の明示された疾患
  - K22.9 食道の疾患，詳細不明
- K23 他に分類される疾患における食道の障害
  - K23.0 結核性食道炎
  - K23.1 シャガス病における巨大食道
  - K23.8 他に分類されるその他の疾患における食道の障害
- K25 胃潰瘍
  - K25.0 胃潰瘍，急性，出血を伴うもの
  - K25.1 胃潰瘍，急性，穿孔を伴うもの
  - K25.2 胃潰瘍，急性，出血と穿孔を伴うもの
  - K25.3 胃潰瘍，急性，出血又は穿孔を伴わないもの
  - K25.4 胃潰瘍，慢性又は詳細不明，出血を伴うもの
  - K25.5 胃潰瘍，慢性又は詳細不明，穿孔を伴うもの
  - K25.6 胃潰瘍，慢性又は詳細不明，出血と穿孔を伴うもの
  - K25.7 胃潰瘍，慢性，出血又は穿孔を伴わないもの
  - K25.9 胃潰瘍，急性又は慢性の別不明，出血又は穿孔を伴わないもの
- K26 十二指腸潰瘍
  - K26.0 十二指腸潰瘍，急性，出血を伴うもの
  - K26.1 十二指腸潰瘍，急性，穿孔を伴うもの
  - K26.2 十二指腸潰瘍，急性，出血と穿孔を伴うもの
  - K26.3 十二指腸潰瘍，急性，出血又は穿孔を伴わないもの
  - K26.4 十二指腸潰瘍，慢性又は詳細不明，出血を伴うもの
  - K26.5 十二指腸潰瘍，慢性又は詳細不明，穿孔を伴うもの
  - K26.6 十二指腸潰瘍，慢性又は詳細不明，出血と穿孔を伴うもの
  - K26.7 十二指腸潰瘍，慢性，出血又は穿孔を伴わないもの
  - K26.9 十二指腸潰瘍，急性又は慢性の別不明，出血又は穿孔を伴わないもの
- K27 部位不明の消化性潰瘍
  - K27.0 部位不明の消化性潰瘍，急性，出血を伴うもの
  - K27.1 部位不明の消化性潰瘍，急性，穿孔を伴うもの
  - K27.2 部位不明の消化性潰瘍，急性，出血と穿孔を伴うもの
  - K27.3 部位不明の消化性潰瘍，急性，出血又は穿孔を伴わないもの
  - K27.4 部位不明の消化性潰瘍，慢性又は詳細不明，出血を伴うもの
  - K27.5 部位不明の消化性潰瘍，慢性又は詳細不明，穿孔を伴うもの
  - K27.6 部位不明の消化性潰瘍，慢性又は詳細不明，出血と穿孔を伴うもの
  - K27.7 部位不明の消化性潰瘍，慢性，出血又は穿孔を伴わないもの
  - K27.9 部位不明の消化性潰瘍，急性又は慢性の別不明，出血又は穿孔を伴わないもの
- K28 胃空腸潰瘍
  - K28.0 胃空腸潰瘍，急性，出血を伴うもの
  - K28.1 胃空腸潰瘍，急性，穿孔を伴うもの
  - K28.2 胃空腸潰瘍，急性，出血と穿孔を伴うもの
  - K28.3 胃空腸潰瘍，急性，出血又は穿孔を伴わないもの
  - K28.4 胃空腸潰瘍，慢性又は詳細不明，出血を伴うもの
  - K28.5 胃空腸潰瘍，慢性又は詳細不明，穿孔を伴うもの
  - K28.6 胃空腸潰瘍，慢性又は詳細不明，出血と穿孔を伴うもの
  - K28.7 胃空腸潰瘍，慢性，出血又は穿孔を伴わないもの
  - K28.9 胃空腸潰瘍，急性又は慢性の別不明，出血又は穿孔を伴わないもの
- K29 胃炎及び十二指腸炎
  - K29.0 急性出血性胃炎
  - K29.1 その他の急性胃炎
  - K29.2 アルコール性胃炎
  - K29.3 慢性表層性胃炎
  - K29.4 慢性萎縮性胃炎
  - K29.5 慢性胃炎，詳細不明
  - K29.6 その他の胃炎
  - K29.7 胃炎，詳細不明
  - K29.8 十二指腸炎
  - K29.9 胃十二指腸炎，詳細不明
- K30 ディスペプシア(症)
- K31 胃及び十二指腸のその他の疾患
  - K31.0 急性胃拡張
  - K31.1 成人の肥厚性幽門狭窄
  - K31.2 胃の砂時計状狭窄
  - K31.3 幽門れん<攣>縮，他に分類されないもの
  - K31.4 胃憩室
  - K31.5 十二指腸閉塞
  - K31.6 胃及び十二指腸瘻
  - K31.7 胃及び十二指腸のポリープ
  - K31.8 胃及び十二指腸のその他の明示された疾患
  - K31.9 胃及び十二指腸の疾患，詳細不明

### (K35-K38)虫垂の疾患
- K35 急性虫垂炎
  - K35.0 汎発性腹膜炎を伴う急性虫垂炎
  - K35.1 腹腔内膿瘍を伴う急性虫垂炎
  - K35.9 急性虫垂炎，詳細不明
- K36 その他の虫垂炎
- K37 詳細不明の虫垂炎
- K38 虫垂のその他の疾患
  - K38.0 虫垂過形成
  - K38.1 虫垂結石
  - K38.2 虫垂憩室
  - K38.3 虫垂瘻
  - K38.8 虫垂のその他の明示された疾患
  - K38.9 虫垂の疾患，詳細不明

### (K40-K46)ヘルニア
- K40 そけい<鼡径>ヘルニア
  - K40.0 両側性そけい<鼡径>ヘルニア，閉塞を伴い，え<壊>疽を伴わないもの
  - K40.1 両側性そけい<鼡径>ヘルニア，え<壊>疽を伴うもの
  - K40.2 両側性そけい<鼡径>ヘルニア，閉塞又はえ<壊>疽を伴わないもの
  - K40.3 一側性又は患側不明のそけい<鼡径>ヘルニア，閉塞を伴い，え<壊>疽を伴わないもの
  - K40.4 一側性又は患側不明のそけい<鼡径>ヘルニア，え<壊>疽を伴うもの
  - K40.9 一側性又は患側不明のそけい<鼡径>ヘルニア，閉塞又はえ<壊>疽を伴わないもの
- K41 大腿<股>ヘルニア
  - K41.0 両側性大腿<股>ヘルニア，閉塞を伴い，え<壊>疽を伴わないもの
  - K41.1 両側性大腿<股>ヘルニア，え<壊>疽を伴うもの
  - K41.2 両側性大腿<股>ヘルニア，閉塞又はえ<壊>疽を伴わないもの
  - K41.3 一側性又は患側不明の大腿<股>ヘルニア，閉塞を伴い，え<壊>疽を伴わないもの
  - K41.4 一側性又は患側不明の大腿<股>ヘルニア，え<壊>疽を伴うもの
  - K41.9 一側性又は患側不明の大腿<股>ヘルニア，閉塞又はえ<壊>疽を伴わないもの
- K42 臍ヘルニア
  - K42.0 臍ヘルニア，閉塞を伴い，え<壊>疽を伴わないもの
  - K42.1 臍ヘルニア，え<壊>疽を伴うもの
  - K42.9 臍ヘルニア，閉塞又はえ<壊>疽を伴わないもの
- K43 腹壁ヘルニア
  - K43.0 腹壁ヘルニア，閉塞を伴い，え<壊>疽を伴わないもの
  - K43.1 腹壁ヘルニア，え<壊>疽を伴うもの
  - K43.9 腹壁ヘルニア，閉塞又はえ<壊>疽を伴わないもの
- K44 横隔膜ヘルニア
  - K44.0 横隔膜ヘルニア，閉塞を伴い，え<壊>疽を伴わないもの
  - K44.1 横隔膜ヘルニア，え<壊>疽を伴うもの
  - K44.9 横隔膜ヘルニア，閉塞又はえ<壊>疽を伴わないもの
- K45 その他の腹部ヘルニア
  - K45.0 その他の明示された腹部ヘルニア，閉塞を伴い，え<壊>疽を伴わないもの
  - K45.1 その他の明示された腹部ヘルニア，え<壊>疽を伴うもの
  - K45.8 その他の明示された腹部ヘルニア，閉塞又はえ<壊>疽を伴わないもの
- K46 詳細不明の腹部ヘルニア
  - K46.0 詳細不明の腹部ヘルニア，閉塞を伴い，え<壊>疽を伴わないもの
  - K46.1 詳細不明の腹部ヘルニア，え<壊>疽を伴うもの
  - K46.9 詳細不明の腹部ヘルニア，閉塞又はえ<壊>疽を伴わないもの

### (K50-K52) 非感染性腸炎及び非感染性大腸炎
- K50 クローン病[限局性腸炎]
  - K50.0 小腸のクローン病
  - K50.1 大腸のクローン病
  - K50.8 その他のクローン病
  - K50.9 クローン病，詳細不明
- K51 潰瘍性大腸炎
  - K51.0 潰瘍性(慢性)全腸炎
  - K51.1 潰瘍性(慢性)回腸大腸炎
  - K51.2 潰瘍性(慢性)直腸炎
  - K51.3 潰瘍性(慢性)直腸S状結腸炎
  - K51.4 大腸仮性ポリポージス
  - K51.5 粘膜(性)直腸結腸炎
  - K51.8 その他の潰瘍性大腸炎
  - K51.9 潰瘍性大腸炎，詳細不明
- K52 その他の非感染性胃腸炎及び非感染性大腸炎
  - K52.0 放射線による胃腸炎及び大腸炎
  - K52.1 中毒性胃腸炎及び大腸炎
  - K52.2 アレルギー性及び食事性胃腸炎及び大腸炎
  - K52.8 その他の明示された非感染性胃腸炎及び非感染性大腸炎
  - K52.9 非感染性胃腸炎及び非感染性大腸炎，詳細不明

### (K55-K63) 腸のその他の疾患
- K55 腸の血行障害
  - K55.0 腸の急性血行障害
  - K55.1 腸の慢性血行障害
  - K55.2 大腸の血管形成異常症
  - K55.8 腸のその他の血行障害
  - K55.9 腸の血行障害，詳細不明
- K56 麻痺性イレウス及び腸閉塞，ヘルニアを伴わないもの
  - K56.0 麻痺性イレウス
  - K56.1 腸重積症
  - K56.2 軸捻(転)
  - K56.3 胆石性イレウス
  - K56.4 その他の腸かん<嵌>頓
  - K56.5 閉塞を伴う腸癒着[索条物]
  - K56.6 その他及び詳細不明の腸閉塞
  - K56.7 イレウス，詳細不明
- K57 腸の憩室性疾患
  - K57.0 穿孔及び膿瘍を伴う小腸の憩室性疾患
  - K57.1 穿孔又は膿瘍を伴わない小腸の憩室性疾患
  - K57.2 穿孔及び膿瘍を伴う大腸の憩室性疾患
  - K57.3 穿孔又は膿瘍を伴わない大腸の憩室性疾患
  - K57.4 穿孔及び膿瘍を伴う小腸及び大腸両者の憩室性疾患
  - K57.5 穿孔又は膿瘍を伴わない小腸及び大腸両者の憩室性疾患
  - K57.8 腸の憩室性疾患，部位不明，穿孔及び膿瘍を伴うもの
  - K57.9 腸の憩室性疾患，部位不明，穿孔及び膿瘍を伴わないもの
- K58 過敏性腸症候群
  - K58.0 下痢を伴う過敏性腸症候群
  - K58.9 下痢を伴わない過敏性腸症候群
- K59 その他の腸の機能障害
  - K59.0 便秘
  - K59.1 機能性下痢
  - K59.2 神経性腸症，他に分類されないもの
  - K59.3 巨大結腸，他に分類されないもの
  - K59.4 肛門れん<攣>縮
  - K59.8 その他の明示された腸の機能障害
  - K59.9 腸の機能障害，詳細不明
- K60 肛門部及び直腸部の裂(溝)及び瘻(孔)
  - K60.0 急性裂肛
  - K60.1 慢性裂肛
  - K60.2 裂肛，詳細不明
  - K60.3 痔瘻
  - K60.4 直腸瘻
  - K60.5 肛門直腸瘻
- K61 肛門部及び直腸部の膿瘍
  - K61.0 肛門膿瘍
  - K61.1 直腸膿瘍
  - K61.2 肛門直腸膿瘍
  - K61.3 坐骨直腸膿瘍
  - K61.4 (肛門)括約筋内膿瘍
- K62 肛門及び直腸のその他の疾患
  - K62.0 肛門ポリープ
  - K62.1 直腸ポリープ
  - K62.2 肛門脱<脱肛>
  - K62.3 直腸脱
  - K62.4 肛門及び直腸の狭窄
  - K62.5 肛門及び直腸の出血
  - K62.6 肛門及び直腸の潰瘍
  - K62.7 放射線直腸炎
  - K62.8 肛門及び直腸のその他の明示された疾患
  - K62.9 肛門及び直腸の疾患，詳細不明
- K63 腸のその他の疾患
  - K63.0 腸膿瘍
  - K63.1 腸穿孔(非外傷性)
  - K63.2 腸瘻(孔)
  - K63.3 腸潰瘍
  - K63.4 腸下垂(症)
  - K63.5 大腸<結腸>のポリープ
  - K63.8 腸のその他の明示された疾患
  - K63.9 腸の疾患，詳細不明

### (K65-K67) 腹膜の疾患
- K65 腹膜炎
  - K65.0 急性腹膜炎
  - K65.8 その他の腹膜炎
  - K65.9 腹膜炎，詳細不明
- K66 腹膜のその他の障害
  - K66.0 腹膜癒着
  - K66.1 腹腔内出血
  - K66.8 腹膜のその他の明示された障害
  - K66.9 腹膜の障害，詳細不明
- K67 他に分類される感染症における腹膜の障害
  - K67.0 クラミジア腹膜炎(A74.8†)
  - K67.1 淋菌性腹膜炎(A54.8†)
  - K67.2 梅毒性腹膜炎(A52.7†)
  - K67.3 結核性腹膜炎(A18.3†)
  - K67.8 他に分類される感染症における腹膜のその他の障害

### (K70-K77) 肝疾患
- K70 アルコール性肝疾患
  - K70.0 アルコール性脂肪肝
  - K70.1 アルコール性肝炎
  - K70.2 アルコール性肝線維症及び肝硬化症
  - K70.3 アルコール性肝硬変
  - K70.4 アルコール性肝不全
  - K70.9 アルコール性肝疾患，詳細不明
- K71 中毒性肝疾患
  - K71.0 胆汁鬱滞を伴う中毒性肝疾患
  - K71.1 肝え<壊>死を伴う中毒性肝疾患
  - K71.2 急性肝炎を伴う中毒性肝疾患
  - K71.3 慢性持続性肝炎を伴う中毒性肝疾患
  - K71.4 慢性小葉(性)肝炎を伴う中毒性肝疾患
  - K71.5 慢性活動性肝炎を伴う中毒性肝疾患
  - K71.6 肝炎を伴う中毒性肝疾患，他に分類されないもの
  - K71.7 肝線維症及び肝硬変を伴う中毒性肝疾患
  - K71.8 その他の肝障害を伴う中毒性肝疾患
  - K71.9 中毒性肝疾患，詳細不明
- K72 肝不全，他に分類されないもの
  - K72.0 急性及び亜急性肝不全
  - K72.1 慢性肝不全
  - K72.9 肝不全，詳細不明
- K73 慢性肝炎，他に分類されないもの
  - K73.0 慢性持続性肝炎，他に分類されないもの
  - K73.1 慢性小葉(性)肝炎，他に分類されないもの
  - K73.2 慢性活動性肝炎，他に分類されないもの
  - K73.8 その他の慢性肝炎，他に分類されないもの
  - K73.9 慢性肝炎，詳細不明
- K74 肝線維症及び肝硬変
  - K74.0 肝線維症
  - K74.1 肝硬化症
  - K74.2 肝硬化症を伴う肝線維症
  - K74.3 原発性胆汁性胆管炎
  - K74.4 続発性胆汁性肝硬変
  - K74.5 胆汁性肝硬変，詳細不明
  - K74.6 その他及び詳細不明の肝硬変
- K75 その他の炎症性肝疾患
  - K75.0 肝膿瘍
  - K75.1 門脈の静脈炎
  - K75.2 非特異的反応性肝炎
  - K75.3 肉芽腫性肝炎，他に分類されないもの
  - K75.4 自己免疫性肝炎
  - K75.8 その他の明示された炎症性肝疾患
  - K75.9 炎症性肝疾患，詳細不明
- K76 その他の肝疾患
  - K76.0 脂肪肝<肝の脂肪化>，他に分類されないもの
  - K76.1 慢性(受動性)鬱血肝
  - K76.2 中心性出血性肝え<壊>死
  - K76.3 肝梗塞
  - K76.4 肝臓紫斑病
  - K76.5 肝静脈閉塞性疾患
  - K76.6 門脈圧亢進(症)
  - K76.7 肝腎症候群
  - K76.8 その他の明示された肝疾患
  - K76.9 肝疾患，詳細不明
- K77 他に分類される疾患における肝障害
  - K77.0 他に分類される感染症及び寄生虫症における肝障害
  - K77.8 他に分類されるその他の疾患における肝障害

### (K80-K87) 胆のう<嚢>，胆管及び膵の障害
- K80 胆石症
  - K80.0 急性胆のう<嚢>炎を伴う胆のう<嚢>結石
  - K80.1 その他の胆のう<嚢>炎を伴う胆のう<嚢>結石
  - K80.2 胆のう<嚢>炎を伴わない胆のう<嚢>結石
  - K80.3 胆管炎を伴う胆管結石
  - K80.4 胆のう<嚢>炎を伴う胆管結石
  - K80.5 胆管炎又は胆のう<嚢>炎を伴わない胆管結石
  - K80.8 その他の胆石症
- K81 胆のう<嚢>炎
  - K81.0 急性胆のう<嚢>炎
  - K81.1 慢性胆のう<嚢>炎
  - K81.8 その他の胆のう<嚢>炎
  - K81.9 胆のう<嚢>炎，詳細不明
- K82 胆のう<嚢>のその他の疾患
  - K82.0 胆のう<嚢>の閉塞
  - K82.1 胆のう<嚢>水腫
  - K82.2 胆のう<嚢>の穿孔
  - K82.3 胆のう<嚢>瘻(孔)
  - K82.4 胆のう<嚢>のコレステロール沈着症
  - K82.8 胆のう<嚢>のその他の明示された疾患
  - K82.9 胆のう<嚢>の疾患，詳細不明
- K83 胆道のその他の疾患
  - K83.0 胆管炎
  - K83.1 胆管閉塞
  - K83.2 胆管穿孔
  - K83.3 胆管瘻(孔)
  - K83.4 オディ括約筋れん<攣>縮
  - K83.5 胆のう<嚢>胞
  - K83.8 胆道のその他の明示された疾患
  - K83.9 胆道の疾患，詳細不明
- K85 急性膵炎
- K86 その他の膵疾患
  - K86.0 アルコール性慢性膵炎
  - K86.1 その他の慢性膵炎
  - K86.2 膵のう<嚢>胞
  - K86.3 膵仮性のう<嚢>胞
  - K86.8 その他の明示された膵疾患
  - K86.9 膵疾患，詳細不明
- K87 他に分類される疾患における胆のう<嚢>，胆道及び膵の障害
  - K87.0 他に分類される疾患における胆のう<嚢>及び胆道の障害
  - K87.1 他に分類される疾患における膵の障害

### (K90-K93) 消化器系のその他の疾患
- K90 腸性吸収不良(症)
  - K90.0 小児脂肪便症
  - K90.1 熱帯性スプルー
  - K90.2 盲係蹄<ブラインドループ>症候群，他に分類されないもの
  - K90.3 膵性脂肪便症
  - K90.4 不耐性による吸収不良(症)，他に分類されないもの
  - K90.8 その他の腸性吸収不良(症)
  - K90.9 腸性吸収不良(症)，詳細不明
- K91 消化器系の処置後障害，他に分類されないもの
  - K91.0 胃腸手術に続発する嘔吐
  - K91.1 胃手術後症候群
  - K91.2 術後吸収不良，他に分類されないもの
  - K91.3 術後腸閉塞
  - K91.4 結腸瘻<人工肛門>及び小腸瘻の機能障害
  - K91.5 胆のう<嚢>摘出<除>後症候群
  - K91.8 消化器系のその他の処置後障害，他に分類されないもの
  - K91.9 消化器系の処置後障害，詳細不明
- K92 消化器系のその他の疾患
  - K92.0 吐血
  - K92.1 メレナ
  - K92.2 胃腸出血，詳細不明
  - K92.8 消化器系のその他の明示された疾患
  - K92.9 消化器系の疾患，詳細不明
- K93 他に分類される疾患におけるその他の消化器の障害
  - K93.0 腸，腹膜及び腸間膜リンパ節の結核性障害(A18.3†)
  - K93.1  シャガス病における巨大結腸(B57.3†)
  - K93.8 他に分類される疾患におけるその他の明示された消化器の障害